# كيت فينر
كيت فينر هي مغنية وكاتبة غنائية كندية، ولدت في 1969.

## وصلات خارجية
- الموقع الرسمي
- كيت فينر على موقع ميوزك برينز (الإنجليزية)
- كيت فينر على موقع أول ميوزيك (الإنجليزية)
- كيت فينر على موقع ديسكوغز (الإنجليزية)